# Саћмаз
Саћмаз (мађ. Szatymaz) је село у Мађарској, јужном делу државе. Село управо припада Сегединском срезу Чонградско-чанадске жупаније, са седиштем у Сегедину.

## Природне одлике
Насеље Саћмаз налази у јужном делу Мађарске, близу Сегедина, чије је северозападно предграђе.
Подручје око насеља је равничарско (Панонска низија), приближне надморске висине око 85 m. Источно од насеља протиче Тиса.

## Становништво
Према подацима из 2013. године Саћмаз је имао 4.628 становника. Последњих година број становника расте.
Претежно становништво у насељу су Мађари римокатоличке вероисповести.